# Western & Southern Financial Group Masters & Women’s Open 2006
Die Western & Southern Financial Group Masters and Women’s Open 2006 waren ein Tennisturnier der WTA Tour 2006 für Damen und ein Tennisturnier der ATP Tour 2006 für Herren in Mason, Ohio bei Cincinnati, welche vom 14. bis 20. August für Herren und vom 15. bis 23. Juli 2006 für Damen stattfanden.

## Herrenturnier
→ Qualifikation: Western & Southern Financial Group Masters 2006/Qualifikation

## Damenturnier
→ Qualifikation: Western & Southern Financial Group Women’s Open 2006/Qualifikation